# Marienthal, Luxemburg
Marienthal är en by i Luxemburg.   Det ligger i distriktet Luxemburg, i den centrala delen av landet, 12 kilometer norr om huvudstaden Luxemburg. Marienthal ligger 237 meter över havet och antalet invånare är 108.
Terrängen runt Marienthal är platt västerut, men österut är den kuperad. Marienthal ligger nere i en dal.  Runt Marienthal är det mycket tätbefolkat, med 1 135 invånare per kvadratkilometer.. Närmaste större samhälle är Luxemburg, 12,0 kilometer söder om Marienthal. 
I omgivningarna runt Marienthal växer i huvudsak blandskog.